# أمامة العدوانية
أُمامة بنت حرثان بن الحارث العَدواني هي شاعرة جاهلية مُجيدة من قبيلة مضر، وهي ابنة الشاعر الجاهلي ذو الإصبع العدواني، ومن شعرها ترثي قومها: